# U-17-Fußball-Weltmeisterschaft der Frauen 2014
Die U-17-Fußball-Weltmeisterschaft der Frauen 2014 (offiziell 2014 FIFA U-17 Women’s World Cup) war die vierte Ausspielung dieses Wettbewerbs für Fußballspielerinnen unter 17 Jahren (Stichtag: 1. Januar 1997) und fand vom 15. März bis 5. April 2014 in Costa Rica statt. Das Turnier wurde auf der Sitzung des FIFA-Exekutivkomitees am 21. März 2013 endgültig an Costa Rica vergeben, nachdem die Regierung von Costa Rica entsprechende Garantien gegeben hatte. Es war das erste FIFA-Turnier überhaupt, welches in Costa Rica stattfand. Am Turnier nahmen 16 Mannschaften teil, die zunächst in vier Gruppen und danach im K.-o.-System gegeneinander antraten. Die französischen Weltmeisterinnen von 2012 konnten sich nicht für diese Endrunde qualifizieren.

## Qualifikation
Die Qualifikation in Asien fand bei der U-16-Asienmeisterschaft in Nanjing (Volksrepublik China) vom 26. September bis zum 6. Oktober 2013 statt. 12 Mannschaften nahmen an der Meisterschaft teil, die zuerst in 4 Gruppen à 3 Teams spielten, wovon die Gruppensieger das Halbfinale erreichten. Die drei Erstplatzierten qualifizierten sich für die WM. Durch das Erreichen des Finales konnten sich die Juniorinnen aus Japan und Nordkorea qualifizieren. Der dritte Teilnehmer wurde im Spiel um Platz 3 zwischen China und Thailand ermittelt, das China für sich entscheiden konnte.
Die drei Teilnehmer der UEFA wurden bei der U-17-Europameisterschaft der Frauen vom 26. November bis zum 8. Dezember 2013 in England ermittelt. Dabei qualifizierte sich die deutsche Mannschaft am 5. Dezember als erste europäische Mannschaft durch den Finaleinzug und war damit die einzige europäische Mannschaft, die sich immer qualifizieren konnte. Kurz danach konnte sich Spanien als zweiter Finalist qualifizieren und nahm damit nach 2008 zum zweiten Mal teil. Das dritte Ticket ging an Italien, das im Spiel um Platz 3 gegen England im Elfmeterschießen gewann.
Als Qualifikationsturnier für die CONCACAF-Zone diente die CONCACAF U-17-Meisterschaft, die vom 30. Oktober bis 9. November in Jamaika in einer Endrunde mit acht Mannschaften ausgetragen wurde. Kanada als Finalist sowie Mexiko, das erstmals das Turnier in dieser Altersklasse für sich entscheiden konnte, qualifizierten sich neben Gastgeber Costa Rica für die WM. Die US-amerikanische Auswahl verpasste hingegen überraschenderweise das Finale und damit die WM-Teilnahme, nachdem sie im Halbfinale gegen Mexiko durch Elfmeterschießen verloren hatte.
Die südamerikanischen Teilnehmer wurden bei der U-17-Fußball-Südamerikameisterschaft der Frauen in Paraguay vom 12. bis zum 29. September 2013 ermittelt. Es qualifizierten sich Kolumbien, Paraguay und Venezuela. Alle drei Mannschaften hatten schon einmal an der U-17-WM teilgenommen.
Die drei Vertreter aus Afrika wurden in zwei Qualifikationsrunden ermittelt. Die Hinspiele der 2. Qualifikationsrunde fanden zwischen dem 1. und 3. November 2013, die Rückspiele zwischen dem 22. und 24. November 2013 statt. Da der Südsudan seine Mannschaft zurückzog, qualifizierte sich Nigeria kampflos. Den zweiten und dritten WM-Teilnehmer stellten Ghana, das sich mit einem Gesamtergebnis von 5:2 nach Hin- und Rückspiel gegen Äquatorialguinea durchsetzen konnte, sowie Sambia, das sich nach zwei Spielen mit insgesamt 6:4 gegen Südafrika durchsetzen und damit zum ersten Mal die Endrunde in dieser Altersklasse erreichen konnte.
Als Vertreter aus Ozeanien nahm die U-17-Frauen-Nationalmannschaft aus Neuseeland teil, da das für Januar 2014 angesetzte Qualifikationsturnier ausgesetzt wurde.

## Spielorte
Die Spiele der Weltmeisterschaft fanden in vier Städten mit jeweils einem Stadion statt.
| San José |

| Alajuela |

| Liberia |

| Tibás |

| San José |

| Alajuela |

| Liberia |

| Tibás |

### Teilnehmer
| 3 aus Europa                           | Deutschland | Spanien   | Italien*  |
| 3 aus Asien                            | Japan       | Nordkorea | China     |
| 3 aus Nord-, Mittelamerika und Karibik | Costa Rica  | Kanada    | Mexiko    |
| 3 aus Afrika                           | Nigeria     | Ghana     | Sambia*   |
| 3 aus Südamerika                       | Kolumbien   | Paraguay  | Venezuela |
| 1 aus Ozeanien                         | Neuseeland  |           |           |

* Erstteilnahme.
Die Gruppenauslosung fand am 17. Dezember 2013 statt.

## Vorrunde
Alle Zeiten in Ortszeit (UTC−6)

### Gruppe A
| Pl. | Land       | Sp. | S | U | N | Tore    | Diff. | Punkte |
| --- | ---------- | --- | - | - | - | ------- | ----- | ------ |
| 1.  | Venezuela  | 3   | 3 | 0 | 0 | 008:000 | +8    | 09     |
| 2.  | Italien    | 3   | 2 | 0 | 1 | 003:100 | +2    | 06     |
| 3.  | Sambia     | 3   | 1 | 0 | 2 | 002:700 | −5    | 03     |
| 4.  | Costa Rica | 3   | 0 | 0 | 3 | 001:600 | −5    | 0      |

|                                                  |   |            |           |
| Samstag, 15. März 2014 um 17:00 Uhr in San José  |   |            |           |
| Italien                                          | – | Sambia     | 2:0 (1:0) |
| Samstag, 15. März 2014 um 20:00 Uhr in San José  |   |            |           |
| Costa Rica                                       | – | Venezuela  | 0:3 (0:0) |
| Dienstag, 18. März 2014 um 17:00 Uhr in San José |   |            |           |
| Venezuela                                        | – | Sambia     | 4:0 (1:0) |
| Dienstag, 18. März 2014 um 20:00 Uhr in San José |   |            |           |
| Costa Rica                                       | – | Italien    | 0:1 (0:1) |
| Samstag, 22. März 2014 um 20:00 Uhr in Tibás     |   |            |           |
| Sambia                                           | – | Costa Rica | 2:1 (1:1) |
| Samstag, 22. März 2014 um 20:00 Uhr in Alajuela  |   |            |           |
| Venezuela                                        | – | Italien    | 1:0 (0:0) |

### Gruppe B
| Pl. | Land        | Sp. | S | U | N | Tore    | Diff. | Punkte |
| --- | ----------- | --- | - | - | - | ------- | ----- | ------ |
| 1.  | Ghana       | 3   | 2 | 0 | 1 | 004:200 | +2    | 06     |
| 2.  | Kanada      | 3   | 1 | 2 | 0 | 005:400 | +1    | 05     |
| 3.  | Nordkorea   | 3   | 1 | 1 | 1 | 005:600 | −1    | 04     |
| 4.  | Deutschland | 3   | 0 | 1 | 2 | 005:700 | −2    | 01     |

|                                                 |   |             |           |
| Samstag, 15. März 2014 um 17:00 Uhr in Liberia  |   |             |           |
| Ghana                                           | – | Nordkorea   | 2:0 (1:0) |
| Samstag, 15. März 2014 um 20:00 Uhr in Liberia  |   |             |           |
| Deutschland                                     | – | Kanada      | 2:2 (0:2) |
| Dienstag, 18. März 2014 um 17:00 Uhr in Liberia |   |             |           |
| Ghana                                           | – | Deutschland | 1:0 (1:0) |
| Dienstag, 18. März 2014 um 20:00 Uhr in Liberia |   |             |           |
| Nordkorea                                       | – | Kanada      | 1:1 (1:1) |
| Samstag, 22. März 2014 um 17:00 Uhr in Tibás    |   |             |           |
| Kanada                                          | – | Ghana       | 2:1 (2:0) |
| Samstag, 22. März 2014 um 17:00 Uhr in Alajuela |   |             |           |
| Nordkorea                                       | – | Deutschland | 4:3 (3:3) |

### Gruppe C
| Pl. | Land       | Sp. | S | U | N | Tore    | Diff. | Punkte |
| --- | ---------- | --- | - | - | - | ------- | ----- | ------ |
| 1.  | Japan      | 3   | 3 | 0 | 0 | 015:000 | +15   | 09     |
| 2.  | Spanien    | 3   | 2 | 0 | 1 | 010:300 | +7    | 06     |
| 3.  | Neuseeland | 3   | 0 | 1 | 2 | 001:700 | −6    | 01     |
| 4.  | Paraguay   | 3   | 0 | 1 | 2 | 002:180 | −16   | 01     |

|                                                 |   |            |            |
| Sonntag, 16. März 2014 um 11:00 Uhr in Tibás    |   |            |            |
| Neuseeland                                      | – | Paraguay   | 1:1 (0:0)  |
| Sonntag, 16. März 2014 um 14:00 Uhr in Tibás    |   |            |            |
| Spanien                                         | – | Japan      | 0:2 (0:1)  |
| Mittwoch, 19. März 2014 um 17:00 Uhr in Tibás   |   |            |            |
| Neuseeland                                      | – | Spanien    | 0:3 (0:2)  |
| Mittwoch, 19. März 2014 um 20:00 Uhr in Tibás   |   |            |            |
| Paraguay                                        | – | Japan      | 0:10 (0:3) |
| Sonntag, 23. März 2014 um 17:00 Uhr in San José |   |            |            |
| Japan                                           | – | Neuseeland | 3:0 (1:0)  |
| Sonntag, 23. März 2014 um 17:00 Uhr in Liberia  |   |            |            |
| Paraguay                                        | – | Spanien    | 1:7 (1:3)  |

### Gruppe D
| Pl. | Land      | Sp. | S | U | N | Tore    | Diff. | Punkte |
| --- | --------- | --- | - | - | - | ------- | ----- | ------ |
| 1.  | Nigeria   | 3   | 3 | 0 | 0 | 007:200 | +5    | 09     |
| 2.  | Mexiko    | 3   | 2 | 0 | 1 | 008:300 | +5    | 06     |
| 3.  | China     | 3   | 1 | 0 | 2 | 004:700 | −3    | 03     |
| 4.  | Kolumbien | 3   | 0 | 0 | 3 | 002:900 | −7    | 0      |

|                                                  |   |           |           |
| Sonntag, 16. März 2014 um 14:00 Uhr in Alajuela  |   |           |           |
| Mexiko                                           | – | Kolumbien | 4:0 (3:0) |
| Sonntag, 16. März 2014 um 17:00 Uhr in Alajuela  |   |           |           |
| China                                            | – | Nigeria   | 1:2 (0:1) |
| Mittwoch, 19. März 2014 um 17:00 Uhr in Alajuela |   |           |           |
| Mexiko                                           | – | China     | 4:0 (2:0) |
| Mittwoch, 19. März 2014 um 20:00 Uhr in Alajuela |   |           |           |
| Kolumbien                                        | – | Nigeria   | 1:2 (1:1) |
| Sonntag, 23. März 2014 um 20:00 Uhr in San José  |   |           |           |
| Nigeria                                          | – | Mexiko    | 3:0 (2:0) |
| Sonntag, 23. März 2014 um 20:00 Uhr in Liberia   |   |           |           |
| Kolumbien                                        | – | China     | 1:3 (0:0) |

## Finalrunde
Alle Zeiten in Ortszeit (UTC−6)

### Viertelfinale
|                                                    |   |         |                      |
| Donnerstag, 27. März 2014 um 14:00 Uhr in San José |   |         |                      |
| Venezuela                                          | – | Kanada  | 3:2 (2:2)            |
| Donnerstag, 27. März 2014 um 17:00 Uhr in San José |   |         |                      |
| Ghana                                              | – | Italien | 2:2 (1:2), 3:4 i. E. |
| Donnerstag, 27. März 2014 um 17:00 Uhr in Liberia  |   |         |                      |
| Japan                                              | – | Mexiko  | 2:0 (2:0)            |
| Donnerstag, 27. März 2014 um 20:00 Uhr in Liberia  |   |         |                      |
| Nigeria                                            | – | Spanien | 0:3 (0:1)            |

### Halbfinale
|                                               |   |         |           |
| Montag, 31. März 2014 um 17:00 Uhr in Liberia |   |         |           |
| Venezuela                                     | – | Japan   | 1:4 (0:2) |
| Montag, 31. März 2014 um 20:00 Uhr in Liberia |   |         |           |
| Italien                                       | – | Spanien | 0:2 (0:2) |

### Spiel um Platz 3
|                                                 |   |         |                    |
| Samstag, 5. April 2014 um 14:00 Uhr in San José |   |         |                    |
| Venezuela                                       | – | Italien | 4:4 (1:1), 0:2 i.E |

### Finale
|                                                 |   |         |           |
| Samstag, 5. April 2014 um 17:00 Uhr in San José |   |         |           |
| Japan                                           | – | Spanien | 2:0 (1:0) |

## Schiedsrichterinnen
Insgesamt wurden 14 Schiedsrichterinnen (plus vier Reserve-Schiedsrichterinnen) und 28 Schiedsrichterassistentinnen von der FIFA für das Turnier nominiert.
| Kontinentalverband | Schiedsrichterinnen                                                                      | Schiedsrichterassistentinnen |
| ------------------ | ---------------------------------------------------------------------------------------- | --- |
| AFC                | - Fusako Kajiyama - Pannipar Kamnueng - Abirami Apbai Naidu (Reserve)                    | - Emi Chiba - Saori Takahashi - Kim Kyoung-min - Lee Seul-gi |
| CAF                | - Aissata Amegee - Gladys Lengwe (Reserve)                                               | - Lidwine Rakotozafinoro - Mana Dzodope |
| CONCACAF           | - Mirian León - Cardella Samuels - Lucila Venegas - Marianela Araya (Reserve)            | - Kimberly Moreira - Emperatriz Ayala - Princess Brown - Stacy-Ann Greyson - Enedina Caudillo - Lixy Enríquez                                                                              |
| CONMEBOL           | - Ana Marques - Silvia Reyes - María Carvajal (Reserve)                                  | - Katiuscia Mayer - Rossana Salinas - Nadia Weiler - Luciana Mascaraña |
| OFC                | - Anna-Marie Keighley                                                                    | - Nagarita Jimmy - Lata Kaumatule |
| UEFA               | - Carina Vitulano - Pernilla Larsson - Katalin Kulcsár - Jana Adámková - Kateryna Monsul | - Sian Massey - Ourania Foskolou - Panagiota Koutsoumpou - Sanja Rođak-Karšić - Helen Karo - Mária Súkeníková - Yolanda Parga Rodríguez - Lucie Ratajová - Judit Kulcsár - Angela Kyriakou |

## Beste Torschützinnen
| Rang | Spielerin         | Tore |
| ---- | ----------------- | ---- |
| 1    | Deyna Castellanos | 6    |
|      | Gabriela García   | 6    |
| 3    | Hina Sugita       | 5    |
|      | Nahikari García   | 5    |
| 5    | Marie Levasseur   | 4    |
| 6    | Yui Hasegawa      | 3    |
|      | Manuela Giugliano | 3    |
|      | Uchenna Kanu      | 3    |
|      | Pilar Garrote     | 3    |
| 10   | Nina Ehegötz      | 2    |
|      | ...               | 1    |
| 26   | Ricarda Walkling  | 1    |
|      | Jasmin Sehan      | 1    |
|      | Kim Fellhauer     | 1    |

Hinzu kamen 15 Spielerinnen mit je zwei, 37 Spielerinnen mit je einem Tor und drei Eigentore durch Maria Araya (Costa Rica), Kim Jong-sim (Nordkorea) sowie Sara Paez (Kolumbien).

## Auszeichnungen
Die FIFA zeichnete nach dem Turnier die beste Spielerin, die beste Torschützin, die beste Torhüterin und die fairste Mannschaft aus:
- Goldener Ball:

Der Goldene Ball für die beste Spielerin ging an die Japanerin Hina Sugita, Silber ging an ihre Landsfrau Yui Hasegawa und Bronze an Pilar Garrote aus Spanien.
- Goldener Schuh:

Beste Torschützinnen des Turniers wurden die beiden Venezolanerinnen Deyna Castellanos und Gabriela García, die je sechs Tore erzielten, Bronze ging an die Japanerin Hina Sugita mit fünf Toren.
- Goldener Handschuh:

Als beste Torhüterin wurde die Japanerin Mamiko Matsumoto ausgezeichnet.
- FIFA-Fairplay-Auszeichnung:

Japan wurde als fairste Mannschaft des Turniers ausgezeichnet.

## Trivia
- Es war die erste WM im Frauenbereich, an der keine Mannschaft aus Brasilien teilnahm.
- Als FIFA-Botschafterin dieses Turniers wurde die noch aktive und mit Abstand erfolgreichste Fußballspielerin des Gastgeberlandes, Shirley Cruz Traña, ernannt.[12]
- Mit 35.000 Zuschauern im Eröffnungsspiel zwischen Gastgeber Costa Rica und Venezuela wurde ein neuer Zuschauerrekord für ein U-17-Frauenfußballspiel aufgestellt.
- Erstmals schied eine deutsche Frauen-Nationalmannschaft bei einem FIFA-Turnier in der Vorrunde aus.
- Erstmals schied die nordkoreanische U-17-Mannschaft, die bisher immer unten den ersten Vier vertreten war, in der Vorrunde aus. Dabei konnte Nordkorea im letzten Gruppenspiel als erste Mannschaft bei einer U-17-WM der Frauen ein Spiel nach 0:3-Rückstand noch gewinnen.
- Mit Costa Rica schied auch der vierte Gastgeber in der Vorrunde aus.